# ルーカス・ヴィエイラ・ジ・ソウザ
ルーカス・ソウザ（Lucas Souza）ことルーカス・ヴィエイラ・ジ・ソウザ（ポルトガル語: Lucas Vieira de Souza、1990年7月4日 - ）は、ブラジルとポルトガルのサッカー選手。アル・ファイサリー・ハルマ所属。ポジションは、ミッドフィールダー。

## 経歴
2012年、CAジュベントスからパラナ・クルーベに加入。
2013年にポルトガル・プリメイラ・リーガのSCオリャネンセに加入。しかし2013-14シーズン終了後にクラブは降格した。
2014年8月末に70万ユーロでパルマ・カルチョ1913に移籍。10月5日にセリエA初出場を記録した。2015年1月にモレイレンセFCに半年の期限付き移籍をし、ポルトガル復帰となった。
同年夏にCDトンデラに完全移籍。
2016年夏にAELリマソールに移籍。2017年7月6日にAPOELニコシアに移籍した。
2020年2月に長春亜泰足球倶楽部に完全移籍。

## タイトル

### クラブ
長春亜泰
- 中国サッカー・甲級リーグ: 2020[7]